# Rüsler
Il Rüsler è un passo di montagna nel Canton Argovia, collega la località di Oberrohrdorf con Neuenhof. Scollina a un'altitudine di 640 m s.l.m.